# Správní obvod obce s rozšířenou působností Bučovice
Správní obvod obce s rozšířenou působností Bučovice je od 1. ledna 2003 jedním ze tří správních obvodů rozšířené působnosti obcí v okrese Vyškov v Jihomoravském kraji. Čítá 20 obcí.
Město Bučovice je zároveň obcí s pověřeným obecním úřadem, přičemž oba správní obvody se územně shodují.

## Seznam obcí
Poznámka: Města jsou vyznačena tučně, městyse kurzívou.
- Bohaté Málkovice
- Brankovice
- Bučovice
- Dobročkovice
- Dražovice
- Chvalkovice
- Kojátky
- Kožušice
- Křižanovice
- Letonice
- Malínky
- Milonice
- Mouřínov
- Nemochovice
- Nemotice
- Nesovice
- Nevojice
- Rašovice
- Snovídky
- Uhřice

## Obyvatelstvo
| Rok  | Obyv.  | ± %    |
| ---- | ------ | ------ |
| 1869 | 14 607 | —      |
| 1880 | 15 702 | +7,5 % |
| 1890 | 16 269 | +3,6 % |
| 1900 | 16 924 | +4 %   |
| 1910 | 18 055 | +6,7 % |

| Rok  | Obyv.  | ± %    |
| ---- | ------ | ------ |
| 1921 | 18 714 | +3,6 % |
| 1930 | 19 178 | +2,5 % |
| 1950 | 17 792 | −7,2 % |
| 1961 | 18 352 | +3,1 % |
| 1970 | 17 156 | −6,5 % |

| Rok  | Obyv.  | ± %    |
| ---- | ------ | ------ |
| 1980 | 16 781 | −2,2 % |
| 1991 | 15 641 | −6,8 % |
| 2001 | 15 756 | +0,7 % |
| 2011 | 15 672 | −0,5 % |
| 2021 | 15 896 | +1,4 % |